# Liechtensteinische Akademische Gesellschaft
Die Liechtensteinische Akademische Gesellschaft e. V. (LAG) ist ein gemeinnütziger Verein mit Sitz im liechtensteinischen Hauptort Vaduz.

## Geschichte, Ziele und Tätigkeit
Die Liechtensteinische Akademische Gesellschaft wurde am 3. Januar 1951 durch engagierte Studenten und Akademiker ins Leben gerufen. Zu den Gründungsmitgliedern des Vereins zählten Gerard Batliner (1928–2008), Georg Malin (* 1926), Rudolf Wenaweser (1925–2007) und Felix Marxer (1922–1997).
Durch das Studium kultureller, staatspolitischer, sozialer, philosophischer und religiöser Fragen wollte die Akademische Gesellschaft Einfluss auf das kulturelle Leben in Liechtenstein nehmen. Gemäss den Vereinsstatuten von 1951 verfolgten die Vereinsgründer das Ziel der «Durchbildung» der Mitglieder zu «verantwortungsbewussten Staatsbürgern mit katholischer Lebenshaltung». Sie wollten das gegenseitige Verständnis zwischen Akademikern und Volk fördern sowie die gegenseitige Freundschaft pflegen.
Die LAG setzt sich für Wissenschaftsfreiheit und -förderung ein. In den Anfangsjahren organisierte der Verein vor allem Vortrags- und Diskussionsabende und veröffentlichte Leserbriefe in den Zeitungen des Landes. Die Idee einer neuen Zeitschrift mit dem Namen «Der Punkt», die ab 1963 eine neue Berichts- und Diskussionskultur einleiten sollte, konnte nicht verwirklicht werden.
In dem 1972 gegründeten eigenen «Verlag der LAG» (VLAG) gibt die Liechtensteinische Akademische Gesellschaft Einzelpublikationen zu Liechtenstein betreffenden Themen sowie zwei Schriftenreihen auf hohem wissenschaftlichem Niveau heraus. In der Schriftenreihe «Liechtenstein – Politische Schriften» (LPS) wurden bis 2019 insgesamt 60 Bände mit überwiegend politik-, geistes- und rechtswissenschaftlichen Beiträgen veröffentlicht, während in der zweiten Schriftenreihe mit dem Titel «Kleine Schriften» bis 2019 insgesamt 55 Hefte mit Kurzbeiträgen und Vortragstexten erschienen. Zwei Jahre nach ihrem Erscheinen sind die Bände der Reihe «Liechtenstein – Politische Schriften» auf der Internetplattform eLiechtensteinensia der Liechtensteinischen Landesbibliothek kostenlos und vollständig zugänglich.
Zusammen mit dem Historischen Verein für das Fürstentum Liechtenstein gründete die Akademische Gesellschaft im Jahr 1986 das Liechtenstein-Institut in Bendern.
Zum 50-jährigen Bestehen der Akademischen Gesellschaft Liechtensteins im Jahr 2001 erschienen zwei Festschriften. Im selben Jahr revidierte der Verein seine Statuten und ergänzte seine Ziele um den allgemeinen Einsatz für liechtensteinische Belange.